# 티베트에서의 7년

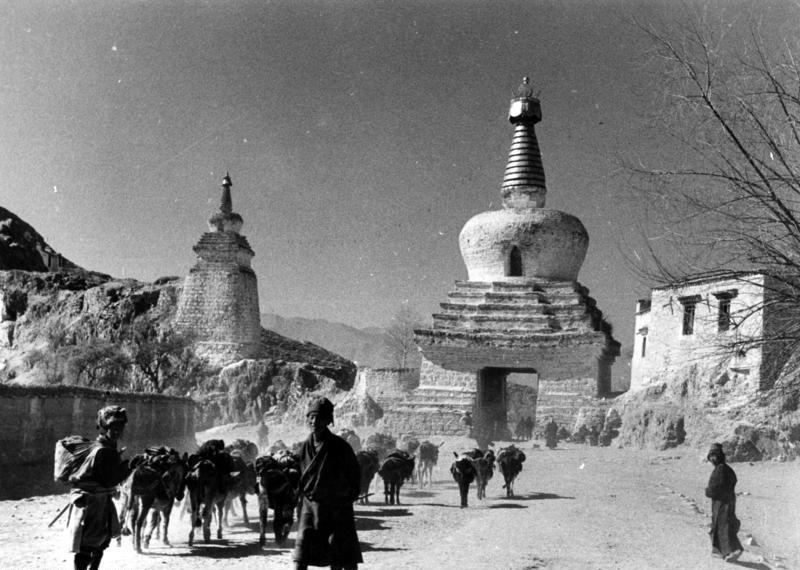

티베트에서의 7년(Seven Years In Tibet)은 하인리히 하러(Heinrich Harrer)가 1944년부터 1951년까지 7년 동안 티베트에서 있었던 경험을 바탕으로 쓴 책이다. 오스트리아의 등산가였던 하인리히 하러는 1939년 히말라야 최고봉의 하나인 낭가파르바트 원정 도중 등정에 실패, 하산을 하였으나 마침 발생한 세계2차대전으로 영국군에 붙잡혀 포로가 된다. 이후 포로수용소를 탈출하여 티베트의 수도 라싸로 도망을 가는데, 이때의 경험을 바탕으로 책을 쓰게 된다. 라싸에서 하인리히 하러는 제14대 달라이 라마와 서방 문물을 나누며 친분을 쌓게 된다.
이 이야기는 1997년 장자크 아노 감독, 브래드 피트 주연의 동명 영화로도 만들어졌다.